# مستجمعات المياه في وادي قابس
مُستجمعات المياه في وادي قابس هو موقع طبيعي يقع في محافظة قابس جنوب شرقي تونس ويغطي مساحة 523 هكتارًا صُنِّفت كمحمية طبيعية في عام 2010.

## السمات البيئية
من بين الأنواع الكبيرة من الحيوانات من وجهة نظر التنوع البيولوجي، فمن الممكن أن يُرى ابن آوى والثعالب والعضلان والقندية والقواع والجرذان والقبرة والصرد الرمادي.